# Planície Indo-Gangética

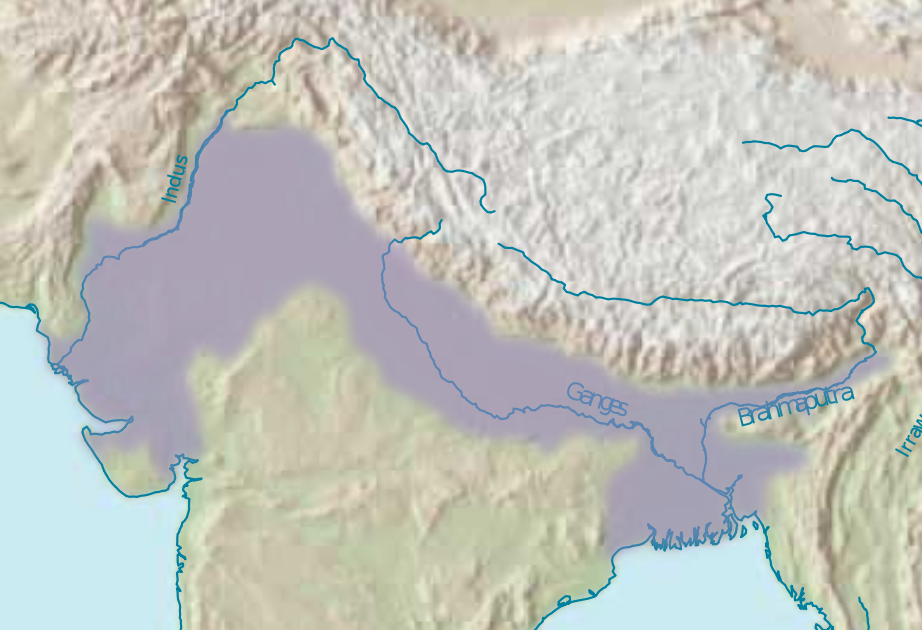
Mapa esquemático da planície Indo-Ganges

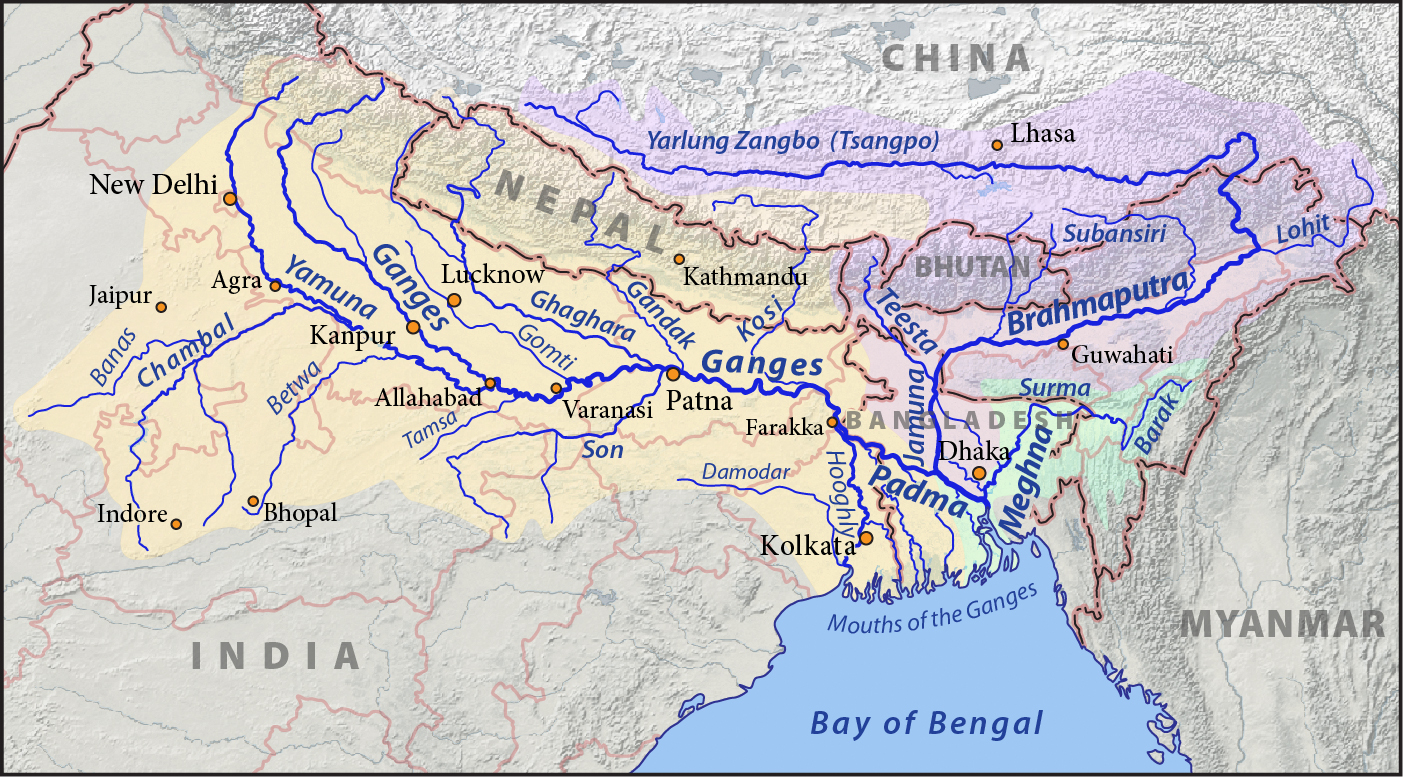
Mapa da porção oriental da planície, onde encontram-se as bacias dos rios Ganges (laranja), Bramaputra (violeta) e Meghna (verde).

A Planície Indo-Gangética (também planície Indo-Ganges) é uma enorme planície que engloba as partes mais populosas do Paquistão, toda a região Norte da Índia e quase a totalidade do território de Bangladesh no extremo Nordeste do subcontinente indiano. 
A planície se desenvolve paralela e aos pés da cadeia do Himalaia ao Norte e Nordeste, de onde descem vários rios que se abastecem do degelo das montanhas e formam as duas bacias hidrográficas de cujos nomes se compõe: a bacia do rio Indo que se dirige para o Sudoeste no ocidente e margeia o Planalto Iraniano e a bacia do rio Ganges que tem foz no oriente em cujo curso final colhe as águas do rio Bramaputra. Os principais tributários são o rio Beas, rio Yamuna, Gomti, rio Ravi, rio Chambal, rio Sutlej e rio Chenab. 
A planície abrange uma área de 700 000 km2 e ao sul, se limita com o planalto Chota Nagpur.
Por ter clima ameno, boa irrigação e um solo de aluvião muito fértil, a planície indo-gangética se tornou desde a aurora dos tempos uma das regiões mais populosas da terra. Hoje com cerca de 900 milhões de pessoas, tem uma população que equivale a aproximadamente 1/7 da população do planeta.
A região é o lar de diversos povos, berço de diversas culturas e palco de riquíssima história registrada desde muito cedo.